# Cement
Cement je hidravlično vezivo, ki se po hidrataciji (reakciji z vodo) strdi in veže. Ob tem iz cementne paste nastane trd cementni kamen, ki prenaša visoke tlačne obremenitve in je zato zelo primeren gradbeni material.
Najpomembnejši področji uporabe cementa sta proizvodnja malte in betona, kjer sta uporabljena kot lepilo naravnih ali umetnih agregatov, ki skupaj ustvarijo močan gradbeni material. 
'Cement' so prvi uporabljali Egipčani, kasneje Grki in Babilonci. Uporabljali so ga tudi Rimljani, ki so mu dodajali vulkanski pepel, podobno vezivo kot cement pa so pri gradnji uporabljali še Azteki. Vezivo ni bil cement, ki ga uporabljamo danes, temveč je bilo osnovno vezivo apno. Ker je apno zračno vezivo in ne veže v vodi, so dodaljali razne hidravlične dodatke (pucolani, zdrobljena opeka) in tako dobili beton oz. Opus caementitium. Prvi cement v današnjem pomenu besede so lahko pridobili šele v začetku 19. stoletja, ko so lahko dosegli temperature okoli 1500 °C, kolikor je potrebno za pridobivanje.

## Vrste cementov
Cement, ki se najpogosteje pojavlja na tržišču in je namenjen široki potrošnji je t. i. portlandski cement, z dodatkom žlindre ali pucolana, ki je svoje ime dobil po barvi kamna z otoka Portland (to je bila rdeče-rumena barva, kakršen je bil tudi takratni strjeni cement). Portlandski cement je bil prvič izdelan iz mešanice apnenca, gline in mavca, v visokotemperaturnem postopku, ki iz mešanice izloči ogljikov dioksid in kemično poveže primarne sestavine v novo snov. Portlandski cement pod tem imenom in izdelan na ta način je prvi patentiral Anglež Joseph Aspdin, leta 1824.
Danes portlandski cement pridobivajo z mletjem portland cementovega klinkerja z določeno količino sadrovca in drugih pomožnih sredstev za mletje. Poleg portlandskega cementa, se v gradbeništvu pogosto uporabljata še metalurški in aluminatni cement. Poleg teh pa poznamo še specialne cemente.

## Sestavine cementa
Cement je sestavljen iz:
- portland cementnega klinkerja (sestavljen predvsem iz snovi, ki nastajajo pri sintranju kalcijevega oksida, silicijevega oksida, aluminija in železa),
- dodatkov za reguliranje vezanja (sadra, andihrid, sadrovec) in mletja,
- žlindre iz visokih peči (hitro ohlajena žlindra, ki nastane pri proizvodnji surovega železa v visoki peči),
- naravnih ali umetnih pucolanov.[1]

## Proizvodnja cementa

### Pridobivanje surovine
Proizvodnja cementa se začne s pridobivanjem surovine v kamnolomu. Najpomembnejši osnovni surovini za proizvodnjo cementa sta apnenec in glina ali njuna naravna mešanica – lapor. Te surovine so zaradi svoje naravne sestave primerne za proizvodnjo cementa.
Surovina se pridobiva z miniranjem, drobi, suši ter v pravilnem razmerju zmeša ter fino zmelje, tako da nastane surovinska mešanica.
Glavni surovini za pripravo klinkerja za cementarno v Trbovljah sta lapor in apnenec, ki ju pridobivajo v kamnolomu Plesko. Kamnolom je od tovarne oddaljen 3 kilometre, transport zdrobljenega materiala do tovarne pa poteka po rovu. Dostop do kamnoloma je možen s treh strani, ki pa so iz varnostnih razlogov zaprte z zapornicami. Pridobivalni prostor kamnoloma Plesko je velik 82 hektarjev od katerih je že skoraj polovica v fazi pridobivanja. Podlago laškim laporjem tvori na zahodni in severozahodni meji kamnoloma litotamnijski apnenec.
V najnovejših raziskavah so ocenili zaloge laporja v kamnolomu Plesko na 69 let, zaloge apnenca pa na 135 let pridobivanja.
Obe surovini pridobivajo v kamnolomu ločeno z miniranjem. Na etažah se z vrtalno garnituro vrtajo vrtine, vanje se vstavi razstrelivo (praškasto in semoplastično) in odstreli od 6.000 do 10.000 ton materiala. Vrtanje in miniranje v kamnolomu je zelo oteženo zaradi vpliva rudarjenja, deloma je kamina tudi zelo razdrobljena in prelomljena.
Odstreljen material se natovarja na težke tovornjake – dumperje in transportira do drobilca kjer se skalne gmote zdrobijo do velikosti < 60 mm. Apnenec in lapor se drobita ločeno in hranita vsak v svojem silosu pod drobilcem (600t). Transport surovin do tovarne poteka prek gumijastega transporterja po 2,5 km dolgem podzemnem rovu. Ustrezno pripravljeno mešanico laporja in apnenca (70:30) shranjujejo v treh silosih hale C1, čisti apnenec pa v enem silosu.

### Priprava surovine
Druga faza proizvodnje cementa je priprava surovine. Prične se v hali C1, kjer se material preko dozirnih tehtnic in tekočega traku transportira do mlina surovine in se shranjuje v silos.  Za ustrezno kemijsko sestavo, ki omogoča dobro žganje in formiranje mineralov klinkerja v peči, morajo surovinski mešanici dodati različne dodatne materiale, kot so pepelnata žlindra, boksit, piritni ogorki ali železova ruda.
Ustrezno pripravljena mešanica gre nato v mlin surovine. Zdrobljen material iz kamnoloma, velikosti okoli 60 mm, se zmelje v fino surovinsko moko, katere delci so manjši od 250 µm. Takšna finost surovinske moke je pomembna zaradi dobrega žganja le-te v peči. Dosežejo jo s pomočjo vejalnika, ki izloči grobe delce, ki se vrnejo v mlin in ponovno zmeljejo.
Ustrezna kemijska sestava zmlete surovinske moke se v laboratoriju preverja vsako uro, na podlagi teh analiz pa se spreminja doziranje apnenca in mešanice v hali C1, ter dodatkov iz silosov ob mlinu. Surovinska moka se transportira z zračnim transportom (airlift) v enega od dveh silosov homogenizacije. Silosa homogenizacije sta razdeljena na dva dela. Zgornji del služi mešanju zmlete surovinske moke in ga navadno napolnijo od 1400 do 1700 ton, spodnji del pa je namenjen shranjevanju že pripravljene - homogenizirane surovinske moke. V spodnjem delu vsakega od silosov homogenizacije lahko shranjujejo do 3000 ton moke.
Ko zgornji del silosa homogenizacije napolnijo in moka v njem ustreza zahtevanim parametrom, sledi mešanje oziroma homogeniziranje. Po navadi traja do tri ure in poteka s pomočjo stisnjenega zraka, katerega se vpihuje v dno zgornjega dela silosa. Ko se mešanje zaključi, v laboratoriju preverijo učinkovitost mešanja in kemijsko sestavo homogenizirane surovinske moke. Če mešanje ni bilo zadovoljivo se mora le-to ponoviti in šele nato lahko moko spustimo iz zgornjega v spodnji del silosa, kjer počaka na nadaljnji proces proizvodnje cementa - proces žganja.
Mlin surovine je vertikalnega tipa kapacitete 120 ton/h. Material se dozira v mlin preko trojne loputne zapore, ki preprečuje vstop hladnega zraka v mlin in se drobi pod tremi prosto vrtečimi mlevnimi kolesi v pogonsko vrteči mlevski mizi.
Silosa homogenizacije sta razdeljena na dva dela. Zgornji del silosa homogenizacije ima ravno dno, na katero so položene porozne plošče. Dno je opremljeno s sistemom cevi za zrak pod ploščami in razdeljeno na štiri kvadrante. Stisnjen zrak za mešanje ustvarjajo trije kompresorji. Dva od kompresorjev sta namenjena podpihu aktivnega kvadranta, eden pa podpihu neaktivnih treh. Ob delovanju homogenizacije se moka v aktivnem kvadrantu dviguje in meša, v neaktivnih treh kvadrantih pa se drži v lebdečem stanju.

### Žganje klinkerja
Proizvodnja klinkerja je najpomembnejši proces v proizvodnji cementa. Klinker je osnovna surovina za izdelavo cementa, proizvaja pa se z žganjem surovinske moke v rotacijski peči. Proces proizvodnje klinkerja poteka v treh delih: izmenjevalcu toplote, rotacijski peči ter hladilcu klinkerja.

#### Izmenjevalec toplote
V izmenjevalcu toplote, ki je sestavljen iz štirih ciklonov, se surovinska moka segreje preden vstopi v peč. Segrevanje surovinske moke skrajša čas zadrževanja v rotacijski peči in tako zviša kapaciteto proizvodnje klinkerja. Surovinska moka pada skozi ciklone izmenjevalca v rotacijsko peč, vroči dimni plini, ki nastajajo v peči, pa se gibljejo protitočno. Pri tem dimni plini segrejejo surovinsko moko tako učinkovito, da je pri vstopu v peč v veliki meri dekarbonizirana. To pomeni, da se je iz apnenca zaradi visokih temperatur tvorilo apno, pri tem pa je izšel CO2. Temperatura surovine ob izstopu iz izmenjevalca, to je ob vstopu v rotacijsko peč, doseže okoli 800 °C, tempera plinske faze pa okoli 1000 °C. Surovinska moka gre najprej skozi štiri ciklone izmenjevalca toplote nato pa vstopi v rotacijsko peč.

#### Rotacijska peč
Predgreta in delno dekarbonizirana surovinska moka se nadalje segreva v rotacijski peči. Peč ima obliko cevi in se med obratovanjem vrti približno 2 obrata/min ter je nagnjena za 3,5 %. Nagnjenost in vrtenje omogočata potovanje materiala po peči in je v obliki cevi, ki se vrti. Material – surovinska moka, vstopa na eni strani ter se zaradi vrtenja in nagiba peči pomika proti vse večjim temperaturam na primarni strani, kjer je nameščen gorilec.
V peči, nekako do temperature 1300 °C, karbonati ter glineni minerali v celoti razpadejo, tvorijo pa se minerali klinkerja - belit aluminat in ferit. Pri tej temperaturi se že pojavi tudi talina. Najvišjo temperaturo 1400–1450 °C doseže material v coni sintranja, kjer potekajo najpomembnejše kemijske in fizikalne reakcije. V tem območju belit reagira s prostim apnom in nastane glavni mineral klinkerja – alit. Minerala alit in belit dajeta klinkerju večino njegovih hidravličnih lastnosti, ki se prenesejo v končni produkt – cement.
V tem temperaturnem območju zavzema talina že znaten delež (20–30 odstotkov), zaradi prisotnosti taline in vrtenja peči pa nastajajo kroglice klinkerja. Potrebna energija za žganje klinkerja se dovaja preko gorilca na primarni – izstopni strani peči, kjer klinker iz peči pada v hladilec. Kot gorivo uporabljajo mešanico fosilnih in alternativnih goriv.

#### Hladilec klinkerja
Zadnja, prav tako pomembna faza v procesu žganja klinkerja je hlajenje, ki odločilno vpliva na kvaliteto klinkerja.
Prežgani material se deloma ohlaja že v zadnjem delu peči, ohlajanje pa se nadaljuje v hladilcu klinkerja. Z več ventilatorji se v hladilec vpihuje zunanji hladni zrak, ki hitro ohladi klinker od 1450 °C do manj kot 100 °C.
V stopnji hlajenja pride do kristalizacije taline v aluminat in ferit. Najboljši klinker dobimo, če je hitrost hlajenja do 1250 °C počasna, sledi pa hitro hlajenje. Bistvo hitrega ohlajanja je v tem, da se zadrži obstoječa mineralna sestava klinkerja s čim več alita, ki v največji meri prispeva k trdnosti cementa.
Končni produkt žganja je cementni klinker v obliki temno sivih granul premera približno 3 cm. Za običajne vrste cementov se v glavnem proizvaja klinker, ki vsebuje 60 – 70 % alita, 20–25 % belita, 7–10 % ferita, 7–10 % aluminata, vsebnost prostega apna pa naj ne bi bila večja od 2 %. Klinker skladiščijo v silosih klinkerja, kjer čaka na mletje v cementnem mlinu.
Končni produkt žganja je cementni klinker v obliki temno sivih granul premera približno 3 cm. Proces žganja nadzoruje operater, kvaliteto vseh vhodnih komponent in klinkerja spremljajo in analizirajo v obratnem laboratoriju. Kvalitetna priprava surovine v kamnolomu, ustrezna kvaliteta surovinske moke in goriv, pravočasne reakcije operaterjev in kemijskih analitikov v laboratoriju na procesne in kakovostne spremembe pa so predpogoj za uspešno in kvalitetno voden proces žganja.

### Mletje klinkerja
Zaključna faza proizvodnje cementa je mletje klinkerja, gipsa in dodatkov v mlinu cementa. Dodatki, pri mletju so lahko tuf, žlindra, elektrofiltrski pepel in apnenec. Gips se dodaja za regulacijo vezanja, saj bi se cement brez dodanega gipsa v prisotnosti vode takoj strdil in ne bi bil primeren za vgrajevanje.
Cementarna v Trbovljah trenutno proizvaja pet vrst cementov, ki se med seboj razlikujejo po vrsti in količini dodatkov, kar ima za posledico različne lastnosti (trdnosti, obdelavnost, čas vezanja …). Cement meljejo v cevnem dvokomornem mlinu Litostroj s kapaciteto 80 t/h iz leta 1972. Dolg je 12,75 metra, njegov premer pa znaša 4 metre. Nominalna kapaciteta mlina je 80 ton na uro pri specifični površini 3500 cm2/g.
Že samo ime kroglični mlin pove, da se za mletje klinkerja in dodatkov uporablja kinetična energija krogel, ki se sprošča v mlinu zaradi rotacije mlina. Krogle v mlinu so različnih dimenzij, v prvi komori so večjega v drugi pa manjšega premera. V prvi komori je 62,4 tone krogel dimenzij 60, 70, 80 in 90 milimetrov, v drugi komori pa je 136 ton krogel, dimenzij 17, 20, 25, 30, 40 in 50 milimetrov. Obe komori sta od znotraj obloženi z zaščitnimi ploščami, ki preprečujejo poškodbe plašča mlina, hkrati pa dvigujejo in razporejajo krogle v obeh komorah.
Material, ki se melje, vstopa v prvo komoro mlina, kjer se zdrobi, nato pa preko predelne stene potuje v drugo komoro, kjer se fino zmelje. Na izstopu iz mlina cementa se material transportira po elevatorju do dinamičnega separatorja tretje generacije, kjer se separira na želeno finost. Grobi delci se vrnejo nazaj v mlin, kjer se ponovno zmeljejo skupaj s svežim materialom. Cement, ki pa ustreza zahtevam finosti, pa se transportira in shranjuje v silosih cementa.
Da bi preprečili prekomerno prašenje, odprašujejo vse procesne faze preko elektrofiltra mlina. Regulacije pri mlinu cementa delujejo avtomatsko in sicer s pomočjo ekspertnega sistema Lucie, ki na podlagi ključnih parametrov, kot so količina materiala, ki gre skozi mlin, finost materiala, vsebnosti SO3 (kar nam predstavlja delež gipsa), temperature materiala, razlika tlakov in še nekaterih drugih ustrezno spreminja in optimizira delovanje mlina.
Približno 30% vse porabljene električne energije v tovarni se porabi za mletje cementa. Da bi zmanjšali porabo električne energije se pri mletju dodajajo mlevni aditivi, ki povečajo kapaciteto mletja in s tem znižajo porabo električne energije.

### Odprema
Vse tipe proizvedenih cementov cementarna skladišči v osmih skladiščnih silosih s skupno zmogljivostjo okrog 33.000 ton. S pomočjo transportnih polžev, elevatorjev in transportnih drč skladiščeni cement iz silosov transportirajo do posameznih odpremnih mest na nakladalni postaji. Odprema cementa poteka po železnici in cesti, v vrečah ali v cisternah.

#### Odprema cementa v vrečah
Cement v vrečah polni sodobni polnilni stroj in paletizer, kateri je v začetku leta 2009 nadomestil prejšnji napravi, s katerima so cement polnili v pretežno 50-kilogramske vreče. Trenutna naprava polni 25- oz. 20-kilogramske vreče.

#### Odprema cementa v cisternah
Cement v razsutem stanju večinoma odpremijo z avtomobilskimi cisternami, manjši del pa tudi po železnici. Za boljše oskrbovanje in nemoteno dostavo cementa so uvedli avtomatsko nalaganje cistern s cementom.